# Tatitlek
Tatitlek beschreibt ein Census-designated place (CDP), ein gemeindefreies Gebiet in der Chugach Census Area im Bundesstaat Alaska in den Vereinigten Staaten von Amerika. Das U.S. Census Bureau hat bei der Volkszählung 2020 eine Einwohnerzahl von 90 ermittelt.

## Geographie
Der Ort liegt an der Mündung der Boulder Bay, gegenüber von Bligh Island. Es gibt nur eine Straße, die die Siedlung mit dem Nachbarort Ellamar in der Virgin Bay verbindet, erreichbar sind beide Orte nur über den Luft- oder Seeweg. Der Hafen Tatitleks gehört zu den Häfen des Alaska Marine Highway, nach dem United States Census Bureau umfasst das Gebiet des CDP eine Fläche von 18,9 km² Land.

## Demographie
Nach der Volkszählung im Jahr 2000 lebten hier 107 Menschen in 38 Haushalten und 28 Familien. Die Bevölkerungsdichte beträgt 5,7 Einwohner pro km². Ethnisch betrachtet setzt sich die Bevölkerung zusammen aus 14,02 % weißer Bevölkerung, 84,11 % amerikanischen Ureinwohnern, 0,93 % asiatischer Abstammung, 0,93 % stammen von zwei oder mehr Ethnien ab.
Von den 38 Haushalten hatten 44,7 % Kinder unter 18 Jahren, die bei ihnen lebten, 47,4 % davon waren verheiratete, zusammenlebende Paare, 21,1 % waren allein erziehende Mütter und 23,7 % waren keine Familien. 21,1 % bestanden aus Singlehaushalten und in 2,6 % lebten Menschen mit 65 Jahren oder älter. Die Durchschnittshaushaltsgröße betrug 2,82 und die durchschnittliche Familiengröße war 3,28 Personen.
36,4 % der Bevölkerung waren unter 18 Jahre alt. 7,5 % zwischen 18 und 24 Jahre, 24,3 % zwischen 25 und 44 Jahre, 24,3 % zwischen 45 und 64, und 7,5 % waren 65 Jahre alt oder Älter. Das Durchschnittsalter betrug 30 Jahre. Auf 100 weibliche Personen kamen 94,5 männliche Personen. Auf 100 Frauen im Alter von 18 Jahren oder darüber kamen 106,1 Männer.
Das jährliche Durchschnittseinkommen eines Haushalts betrug $36.875 und das jährliche Durchschnittseinkommen einer Familie betrug $36.667. Männer hatten ein durchschnittliches Einkommen von $26.250 gegenüber den Frauen mit $8.750. Das Prokopfeinkommen betrug $13.015. 24,2 % der Bevölkerung und 17,9 % der Familien lebten unterhalb der Armutsgrenze. 18,2 % von ihnen sind Kinder und Jugendliche unter 18 Jahre und keine sind 65 Jahre oder älter.